# District de Tallano
Le district de Tallano est une ancienne division territoriale française du département de la Corse puis du Liamone de 1790 à 1795.
Il était composé des cantons de Sartène, Bonifacio, Carbini, Portovecchio, Scopamène, Tallano, Taravo et Valinco.